# 转世灵童
转世灵童（藏語：ཡང་སྲིད，威利转写：yang srid，THL：Yangsid，汉语音译“呼毕勒罕”、“呼弼勒罕”、“呼必勒罕”），是藏传佛教活佛转世过程中的一个称谓，是藏傳佛教轉世修行者在正式成為祖古之前的稱謂。
转世灵童由傳統方法認定，一般來說有一位至多位候選人，该称谓至“转世灵童”經過宗教訓練成年後，在坐床儀式完成时取消，自此该“转世灵童”正式繼任活佛，並改用活佛之名。

## 词语辨析
蒙古语“хувилгаан”（呼毕勒罕）意為「再來人」，本義來自佛教术语“应身”（梵語：nirmāṇakāya；藏語：སྤྲུལ་སྐུ（音“祖古”）；汉語“应身”。此四詞可互譯）。藏传佛教又使用该词指活佛的应身，即该活佛的转世所成之人。
藏傳佛教的修行者在死亡之後，生前弟子以及寺院高階僧侶，就會開始尋找他轉世投胎的地點。符合資格的幼童，會被帶到寺院中，以方便進一步的確認。在這些候選幼童中，會選出一名，經過認證後，繼承那位修行者在生前的地位以及一切，成為祖古。到他成年，經過高階僧侶的同意，舉行坐床儀式之後，才能正式以那位修行者的頭銜出現。在候選階段，以及未成年前的祖古，通常會被稱為靈童。
清朝及中华民国初期，“呼毕勒罕”一词是国家法律法规中的正式用语，既指轉世喇嘛之應身，又指今所稱之“转世灵童”。到了中华人民共和国时期，不仅国家采用“转世灵童”一词代替“呼毕勒罕”一词的第二個意思，就连藏传佛教内部也使用“转世灵童”一词作为汉译通用词汇。

## 转世灵童的确定

### 欽定藏內善後章程
藏传佛教的转世灵童从前一般采用占卜等方法确定。由於人選與政治角力因素，容易產生爭議，清朝乾隆帝创金瓶掣签制，將經認定的候選人進行抽籤，由此来确定包括达赖喇嘛、班禅额尔德尼、呼图克图在内的活佛的转世灵童。
1793年清朝的《欽定藏內善後章程》中稱，
關於尋找活佛及呼圖克圖的靈童問題，依照藏人例俗，確認靈童必問卜於四大護法，這樣就難免發生弊端。大皇帝為求黃教得到興隆，特賜一金瓶，今後遇到尋認靈童時，邀集四大護法，將靈童的名字及出生年月，用滿漢藏三種文字寫於籤牌上，放進瓶內，選派真正有學問的活佛，祈禱七日，然後由各呼圖克圖和駐藏大臣在大昭寺釋迦佛像前正式認定。假若找到的靈童僅只一名，亦須將一個有靈童名字的籤牌，和一個沒有名字的籤牌，共同放進瓶內，假若抽出沒有名字的籤牌，就不能認定已尋得的兒童，而要另外尋找。達賴喇嘛和班禪額爾德尼像父子一樣，認定他們的靈童時，亦須將他們的名字用滿文、漢文、藏文三種文字寫在籤牌上，同樣進行，這些都是大皇帝為了黃教的興隆，和不使護法弄假作弊。這個金瓶常放在宗喀巴佛像前，需要保護淨潔，並進行供養。
光緒朝《钦定大清會典》理藩院部分称：
以黃教行于蒙古、唐古特者曰喇嘛：凡喇嘛，有駐京喇嘛，有藏喇嘛，有番喇嘛，有遊牧喇嘛。凡喇嘛有行者，能以神識轉生於世曰呼畢勒罕，皆入名於奔巴金瓶而掣定焉。有證，則疏聞以候欽定。頒喇嘛之禁令。

### 喇嘛轉世辦法
1936年2月10日中华民国制定的《喇嘛轉世辦法》中稱，
第二條 達賴喇嘛，班禪額爾德尼，哲布尊丹巴呼圖克圖，暨各處向來轉世之呼圖克圖，諾們汗，班第達，堪布，綽爾濟，呼畢勒罕喇嘛等圓寂後，均准尋認呼畢勒罕，其向不轉世之喇嘛圓寂後，均不准尋認呼畢勒罕。

第三條 達賴喇嘛，班禪額爾德尼，哲布尊丹巴呼圖克圖，暨各處向來轉世之呼圖克圖、諾們汗、班第達、堪布、綽爾濟，呼畢勒罕喇嘛等圓寂後，應報由該管地方最高行政機關，轉報蒙藏委員會備案，由其高級徒眾尋找具有靈異之同年齡幼童二人以上，以為各該喇嘛之呼畢勒罕候補人，報由該管地方最高行政機關，轉報蒙藏委員會查核，分別掣籤。
第四條 前條尋認之呼畢勒罕候補人，其在蒙古、新疆、青海、西康境內省，由蒙藏委員會令行該會駐平辦事處處長，與北平喇嘛寺廟整理委員會主任委員，會同北平雍和宮札薩克喇嘛繕寫名籤，入於雍和宮供奉之金本巴瓶內，公同掣定，其在西藏境內者，由蒙藏委員會咨行駐藏辦事長官，會同達賴喇嘛繕寫名籤，入於拉薩大招寺供奉之金本巴瓶內，公同掣定。呼畢勒罕候補人，如有在蒙古、新疆、青康、西康境內尋獲者，同時又有在西藏境內尋獲者，或遇其他殊情形，其掣籤地點，均由蒙藏委員會臨時呈請核定。 前項掣籤時，如達賴喇嘛未經轉世，應由駐藏辦事處長官會同班禪額爾德尼，或護理達賴喇嘛印務人員行之，關於掣籤之儀注，依照向來慣例辦理之。
第五條 依照前條規定掣定之一人，即為某某喇嘛之呼畢勒罕，由掣定人員報請蒙藏委員會查核轉呈備案，並咨行該管長官轉飭知照。

第六條 前條所稱某某喇嘛之呼畢勒罕，應依照左列手續將呼畢勒罕字樣裁撤，始為次輩某某喇嘛。

- 一、達賴喇嘛、班禪額爾德尼，哲布尊丹巴呼圖克圖之呼畢勒罕掣定後，由該地方最高行政機關呈請中央派大員前往照料坐床，即於坐床之日，將其呼畢勒罕字樣裁撤。
- 二、章嘉呼圖克圖，噶勒丹錫埒圖呼圖克圖，敏珠爾呼圖克圖，濟嚨呼圖克圖，那木喀呼圖克圖，阿嘉呼圖克圖，喇果呼圖克圖，察罕達爾漢呼圖克圖及其他駐京各呼圖克圖之呼畢勒罕掣定後，均於各該喇嘛到京覲見國民政府主席由蒙藏委員會呈奉核准之日，將其呼畢勒罕字樣裁撤。
- 三、駐紮蒙藏等處之呼圖克圖，諾們汗，班第達，堪布，綽爾濟之呼畢勒罕掣定後，非俟各該喇嘛年至十八歲，經該管地方最高行政機關或盟長查明屬實，報請蒙藏委員會呈奉核准後，不得將其呼畢勒罕字樣裁撤。

第七條 凡呼畢勒罕候補人，禁止在達賴喇嘛、班禪額爾德尼、哲布尊丹巴呼圖克圖之親族中及蒙古各盟旗現任長官之家屬內尋認。
2004年2月20日，根据蒙藏委员会会参法字第0930000312号令，《喇嘛转世办法》被废止。

### 藏传佛教活佛转世管理办法
中华人民共和国2007年9月1日施行的《藏传佛教活佛转世管理办法》称，
第五条　活佛转世应当履行申请报批手续。申请报批程序是：由拟转世活佛僧籍所在寺庙管理组织或者所在地佛教协会向所在地县级人民政府宗教事务部门提出转世申请，由县级人民政府提出意见后，人民政府宗教事务部门逐级上报，由省、自治区人民政府宗教事务部门审批。其中，在佛教界有较大影响的，报省、自治区人民政府批准；有重大影响的，报国家宗教事务局批准；有特别重大影响的，报国务院批准。
审核批准活佛转世申请，应当征求相应的佛教协会的意见。
第六条　对活佛影响大小有争议的，由中国佛教协会认定，报国家宗教事务局备案。
第七条　活佛转世申请获得批准后，根据活佛影响大小，由相应的佛教协会成立转世指导小组；由拟转世活佛僧籍所在寺庙管理组织或者相应的佛教协会组建转世灵童寻访小组，在指导小组的指导下实施寻访事宜。
转世灵童由省、自治区佛教协会或者中国佛教协会根据宗教仪轨和历史定制认定。
任何团体或者个人不得擅自开展有关活佛转世灵童的寻访及认定活动。
第八条　历史上经金瓶掣签认定的活佛，其转世灵童认定实行金瓶掣签。
请求免予金瓶掣签的，由省、自治区人民政府宗教事务部门报国家宗教事务局批准，有特别重大影响的，报国务院批准。
第九条　活佛转世灵童认定后，报省、自治区人民政府宗教事务部门批准。在佛教界有较大影响的，报省、自治区人民政府批准；有重大影响的，报国家宗教事务局批准；有特别重大影响的，报国务院批准。
经省、自治区人民政府宗教事务部门或者省、自治区人民政府批准的转世活佛，报国家宗教事务局备案。
第十条　转世活佛继位时，由批准机关代表宣读批文，由相应的佛教协会颁发活佛证书。

活佛证书的式样由中国佛教协会统一制作，报国家宗教事务局备案。